# مجزرتي مدرسة ابن رشد ومسجد شهداء الأقصى (6 أكتوبر 2024)
مجزرتي مدرسة ابن رشد ومسجد شهداء الأقصى هما مجزرتان ارتكبتهما قوات الاحتلال الإسرائيلي فجر يوم الأحد بتاريخ 6 أكتوبر 2024، حيث قصفت مسجد شهداء الأقصى ومدرسة ابن رشد الواقعة في بلدة الزوايدة قرب دير البلح وسط قطاع غزة، وكلاهما يؤوي عشرات النازحين، ما أسفر عن استشهاد ما لا يقل عن ستة وعشرين فلسطينياً وإصابة أكثر من ثلاثة وتسعين آخرين. كان المسجد والمدرسة بمثابة مأوى لعشرات الأسر النازحة بسبب الغزو الإسرائيلي لقطاع غزة، بما في ذلك النساء والأطفال.